# Santa Maria de l'Esquirol
Santa Maria de l'Esquirol és una església barroca de l'Esquirol (Osona) inclosa a l'Inventari del Patrimoni Arquitectònic de Catalunya.

## Descripció
Església d'una sola nau orientada de llevant a ponent, el presbiteri és marcat i forma capelles als murs laterals. La nau té una gran amplitud i el presbiteri és cobert amb volta quatripartita. Als peus hi ha el cor, està decorada amb pintures llevat el sostre. La façana té el capcer triangular, el portal d'entrada és rectangular emmarcat amb pedra, deixant a cada extrem una fornícula que aixopluga les figures de St. Joaquim i Sta. Anna. Al damunt hi ha un òcul circular. A l'extrem nord de l'edifici s'hi eleva un campanar de torre amb mirador a la part superior, on hi ja unes obertures en forma d'ogiva que emmarquen les campanes.

## Història
L'església primitiva de Sta. Maria de Corcó, de la qual se'n tenen notícies d'ençà el segle x, cal situar-la a l'antic mas de la Bertrana. Al segle xviii, però, degut al creixement demogràfic, la població anava creixent a redós de l'antic camí de Vic a Olot formant-se el nou nucli de l'Esquirol. La nova església parroquial s'edificà en aquest nou nucli entre el 1721 i el 1743, vint anys més tard s'hi erigia el campanar. L'arquitecte fou en Josep Moretó. Durant la guerra de 1936 es va destruir, quedant només dempeus el campanar. L'església actual obeeix a la reforma de Josep Maria Pericas a partir de l'any 1940.